# PC World
 (décembre 2024).
Si vous disposez d'ouvrages ou d'articles de référence ou si vous connaissez des sites web de qualité traitant du thème abordé ici, merci de compléter l'article en donnant les références utiles à sa vérifiabilité et en les liant à la section « Notes et références ».
PC World est un magazine mensuel américain appartenant au groupe de presse International Data Group. Il traite de l'informatique en général mais aussi de différents autres aspects de l'univers PC et de ses à-côtés comme Internet. Dans chaque numéro, PC World propose des tests de hardware et de software (logiciels, jeux vidéo), mais aussi d'autres produits électroniques (appareils photo, télévisions...).
Dans d'autres pays[pas clair], ce magazine est connu sous d'autres noms, comme PC Advisor :
- En Allemagne, il est connu sous le nom de PC Welt.
- En Pologne, il est connu sous le nom de PC World Komputer[1].